# Ngadiwono
Ngadiwono is een bestuurslaag in het regentschap Pasuruan van de provincie Oost-Java, Indonesië. Ngadiwono telt 2689 inwoners (volkstelling 2010).